# Johan Caspari Zellinger
Johan Caspari Zellinger, död 1678 i Uppsala församling, Uppsala län, var en svensk domkyrkoorganist och lutenist. 

## Biografi
Johan Caspari Zellinger var son till den tyska lutenisten Casper Zellinger, som var verksam i Stockholm. Han blev 1639 organist i Kalmar tyska församling. Zellinger kom 28 maj 1643 till Uppsala och blev domkyrkoorganist i Uppsala domkyrkoförsamling med spelmansprivilegier. Han avled 1678 i Uppsala församling.